# Tiago della Vega
Tiago della Vega (Caxias do Sul, 14 marzo 1984) è un chitarrista brasiliano.
È cresciuto a Caxias do Sul, città del sud del Brasile. All'età di cinque anni ha iniziato a studiare la chitarra acustica, ma dopo appena un anno ha capito che la sua grande passione era per la chitarra elettrica. Ha iniziato così a studiare la chitarra elettrica, passando fino a quattordici ore al giorno sopra lo strumento.
Tiago della Vega in passato ha suonato con band affermate del panorama brasiliano, gli After Dark ed i Fermatha. 
Attualmente viaggia attorno al mondo suonando e tenendo seminari.
Tiago Della Vega era il detentore del Guinness World Records come il chitarrista più veloce del mondo per la sua esecuzione de Il volo del calabrone di Nikolai Rimsky-Korsakov a 340 bpm, ottenuta il 7 gennaio 2011 al CES di Las Vegas e superando quindi il suo precedente record di 320 bpm. Il record è stato battuto lo stesso anno da Vanny Tonon dopo aver eseguito questo brano ad una velocità di 380 bpm; successivamente questa disciplina è stata bloccata perché oltre a questa velocità non è possibile apprezzare la qualità delle note suonate e quindi assegnare il nuovo record. Tiago in una trasmissione giapponese per Fuji Television è stato in grado di suonare Il volo del calabrone a 370 bpm.
Tiago Della Vega ha nuovamente battuto il suo stesso record durante il Live al Cannes Festival nel novembre 2011: ha suonato "Il Volo Del Calabrone" a 750 bpm.
È attualmente endorser Orange e suona una chitarra custom, la Andrellis TDV signature, una chitarra 7 corde con 24 tasti e floyd rose.

## Discografia
- 2005 - Advent of the Truth (con i Fermatha - 2005)
- 2009 - Hybrid (Il primo CD solista - 2009)